# 韩国地理

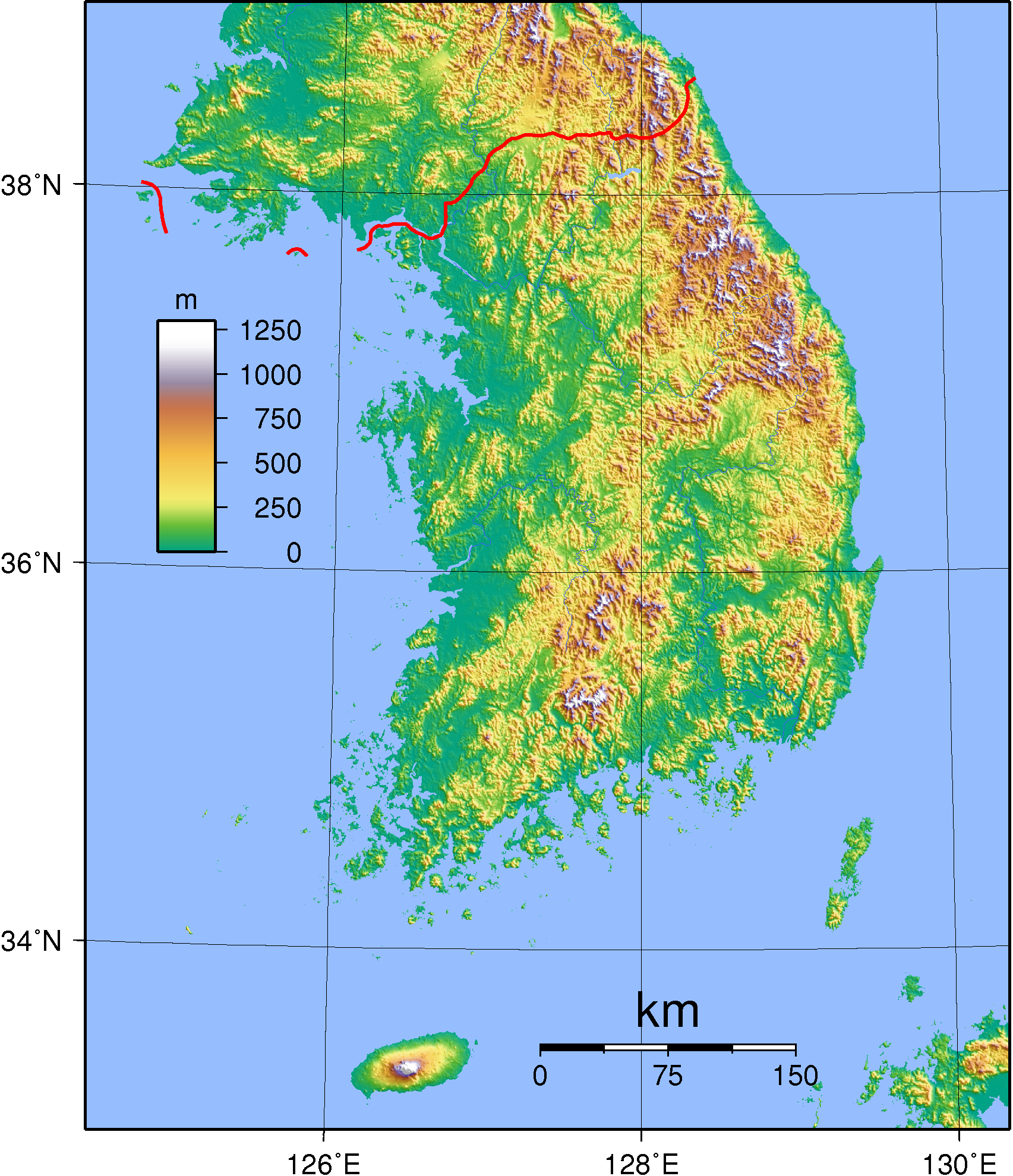
韩国地形图

韩国地處亚洲大陆东北部韩半岛（朝鲜半岛）的南半段，三面环海，北部与朝鲜民主主义人民共和国接壤，西与中华人民共和国隔黃海相望，东部和东南部与日本隔日本海為邻，是典型的半岛国家。韩国国土面积为10.0413万平方公里，约占韩半岛总面积的45%:1-2:1-2，人口5174.9万（2021年）。
韩国是个多山的国家，国土面积的三分之二为山地。太白山脉纵贯韩国东海岸。太白山脉东部受到海水侵蚀，在东海岸形成悬崖峭壁；西部和南部山势平缓，形成西海岸和南海岸的平原和近海岛屿与海湾。由于地势的原因，韩国的河流大多经过西部或南部的大陆坡流入黃海和朝鮮海峽。韩国主要大的河流包括洛东江（525公里）、汉江（494公里）和锦江（395.5公里）。:16-19:2-9:232-234
韩国属大陆性季风气候，四季分明。冬季受西伯利亚高压气团影响寒冷干燥；夏季受东南季风影响温暖湿润；春秋两季较短。韩国降水主要集中在6至9月的雨季，冬季的降水量很小。韩国大部分地区为温带落叶阔叶林；南部沿海和济州岛是亚热带常绿阔叶林；高山地区为寒温带针叶林。:20-28:12-16:234-235
韩国矿产资源种类繁多，但有开采价值的矿物数量很少。工业原料主要依靠进口，自给率仅为10%。由于缺乏中生代以后的海相沉积，韩国至今没有发现油田。能源矿产主要是无烟煤，但储量小。韩国储量相对较多的金属类矿物主要有金、银、铜、钼、铅、锌、镁、钨、锑、锡等。韩国非金属类矿物的储量很丰富。重晶石、云母、萤石和高岭土的储量很高。:11-12:8-12

## 位置和疆域

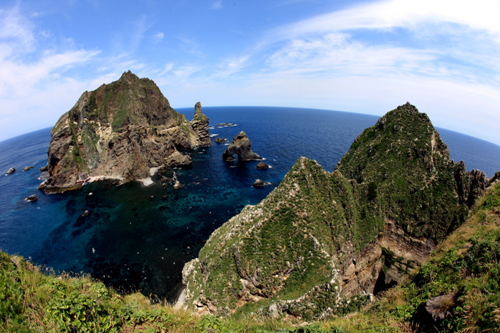
独岛

韩国地理位置处在北纬33—43度，东经124—131度之间，位于东北亚韩半岛（朝鲜半岛）的南段。韩国西面与中国大陆隔着西海（黄海）相望，南部经南海（朝鮮南海）向太平洋延伸，东南隔大韩海峡（朝鲜海峡）与日本相邻，东面为东海（日本海），北面隔着非军事分界线与朝鲜接壤。韩国西海岸与中国山东半岛的最短距离约为190公里，南部釜山港与日本本州岛的最短距离约为180公里。:1-2:2-3
韩国领土面积约占韩半岛总面积的45%，为10万平方公里，其中70%以上为山地，平原所占比例約18.5%。土地利用情况为林地67%；农业用地21%；建设用地5%；其它用地7%。海岸线长约5259公里:6。
韩国憲法称对整个韩半岛（朝鲜半岛）拥有主权，因此不承认“朝鲜半岛”这一地理名称。韩国对半岛北方领土虚设“以北五道”，但从未实际控制。1953年7月签订的《朝鲜停战协议》尽管在南北双方划定了一条长246公里的军事分界线，但海上分界的设定却没有达成一致。韩美控制着位于朝鲜黄海南道海岸外十几公里处的西海五岛（白翎岛、大青岛、小青岛、隅岛和延坪岛）。韩美根据实际控制情况单方面划定了西海五岛海域的南北分界线，即“北方界线”。朝鲜方面一直不承认“北方界线”的合法性。双方在此海域曾发生过多次武装冲突。
韩国与日本对獨島的主权曾存在争议。独岛原为韩国东海（日本海）的一个无人岛，面积0.186平方公里，距韩国郁陵岛49海里，离日本隐岐群岛86海里。17世纪，韩日渔民开始因独岛产生冲突。20世纪初，日本吞并了包括独岛在内的朝鲜半岛及其周边岛屿。1946年1月29日，联合国总司令部依据SCAPIN第677号文件，剥夺了日本对独岛的主权。之后，美国为了联合日本对付苏联和中国，开始模糊独岛主权的归属。1952年1月18日，时任韩国总统李承晚发表“关于毗连海域主权的总统声明”，将独岛划归为韩国领海管辖。1953年5月，在朝鲜战争期间，日本曾派兵一度占领了独岛，但被韩国郁陵岛居民组成的“独岛义勇守备队”赶走。至此，独岛完全在韩国的实际控制之下。1956年，韩国政府开始派出守卫独岛的海上守备队，1957年开始陆续在独岛上修建永久性建筑物。
韩国与中国就苏岩礁的归属问题存在争议。苏岩礁位于中韩专属经济区主张重叠区，距离韩国济州岛149公里，与中国领海基点海礁的距离约为247公里。由于苏岩礁是暗礁不是岛屿，中韩双方就苏岩礁不是领土有共识。不过双方在专属经济区归属上有分歧，韩方主张以中间线作为划界标准将苏岩礁划为韩国专属经济区，而中方则主张依据大陆岸线原则将其划为中国专属经济区。双方对黄海划界问题，目前处在谈判阶段。

## 地质地貌

### 地质

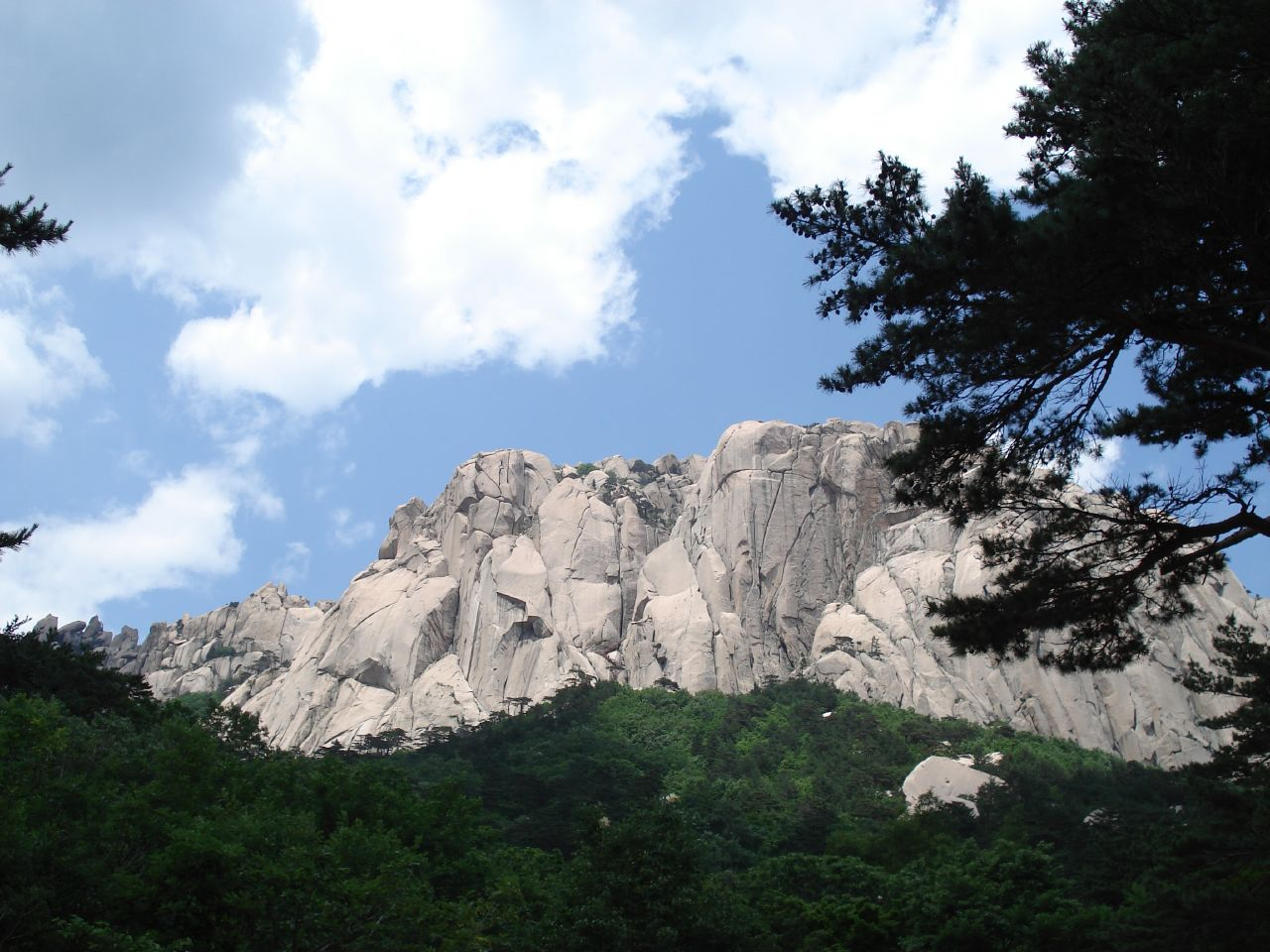
韩国雪岳山国立公园

韩国的地质构造是东亚大构造体的一部分，属于后期元古代中国陆块的东部边缘，其东北地块属于地向斜带的上部古生代褶皱带的一部分，东南地块属于环太平洋褶皱带中的中生代褶皱带:233。韩国的地质从北向南可分为京畿陆块、沃川陆向斜、岭南陆块和庆尚盆地。韩半岛（朝鲜半岛）在太古代到中生代发生了多次沉降、隆起、堆积和侵蚀，但没有大规模的地壳运动。中生代侏罗纪，韩半岛由于强烈的大宝造山运动，发生了强烈的褶皱、断裂，形成了一系列的盆地和大宝花岗岩体。从中生代的白垩纪到新生代初，新的构造带随着佛国寺造山运动形成。侏罗纪的大同系和白垩纪的庆尚系是中生代的典型地层。韩半岛南部的大同系分为下南浦群、上南浦群和盘松层群，主要由砾岩、石英砂岩、黑砂页岩、煤页岩和煤层构成。位于庆尚道地区的庆尚系主要由花岗岩构成，其中的动物化石表明庆尚系在淡水到微咸水中形成的。在韩国东部海岸还有些第三纪地层，主要由砂岩、页岩、砾岩等构成，陆相沉积物和海相沉积物交替出现:8。

### 地形
韩国多山少平原，地势北高南低，东高西低，其中三分之二是山地和丘陵。韩国的主要山脉包括太白山脉、小白山脉和车岭山脉。:8-9:2-3
太白山脉是韩半岛（朝鲜半岛）最长的山脉，北起江原道黄龙山沿东海岸延伸至太白山，全长约500公里，平均海拔1000米，构成韩半岛南部的脊梁。由于东海波涛的侵蚀，太白山脉东坡是悬崖峭壁和岩石小岛，西坡和南部较缓，形成平原和许多近海岛屿和小港湾。位于太白山脉北部的雪岳山是韩国东部山地的最高峰，高达1708米，因山顶一年有五六个月被白雪覆盖而得名。太白山脉中部耸立着五座相似的高峰被称为五台山，最高峰毘卢峰海拔1563米。:9:3
小白山脉源于太白山脉南段的太白山，向西南延伸至丽水半岛，全长约350公里，是韩半岛西南部最高的山脉，也是韩国东南与西北交通的主要障碍。智异山是小白山脉的最高山峰，海拔1915米。小白山脉其它主要山峰有 俗离山（1058米）、德裕山（1614米）、伽倻山（1430米）等。车岭山脉是太白山脉的支脉，从太白山脉五台山为始点向西南延伸到忠清南道的车岭，全长220公里，山势东高西低。车岭山脉的主要山峰有桂芳山（1577米）、泰岐山（1261米）、飞来峰（1288米）和白云山（1189米）等。:9:3
位于济州岛中部的汉拏山是韩国的最高峰，海拔1950米，由新生代的火山活动形成，主要由粗面岩和玄武岩构成。汉拏山山顶有直径30米，深6米的火山湖白鹿潭。汉拏山与金刚山和智异山被称为三大神山。:9:3
韩国的平原主要分布在南部和西部的河流及海岸地带，海拔多在200米以下，主要平原有湖南平原、全南平原、金海平原等。位于全罗北道西部的湖南平原，是韩半岛面积最大的平原，面积约为500平方公里。全南平原（羅州平原）面积约为300平方公里，由全罗南道荣山江沿岸的沖積平原和准平原构成。金海平原是位于庆尚南道洛东江下游的冲积平原，面积约为220平方公里。这些平原地区土地肥沃是韩国的粮仓:9-10:3-4。韩国的盆地主要分布在大江大河的中下游，土地肥沃，农业灌溉便利。面积较大的盆地包括春川盆地、大邱盆地、首尔盆地等:4。

### 水文

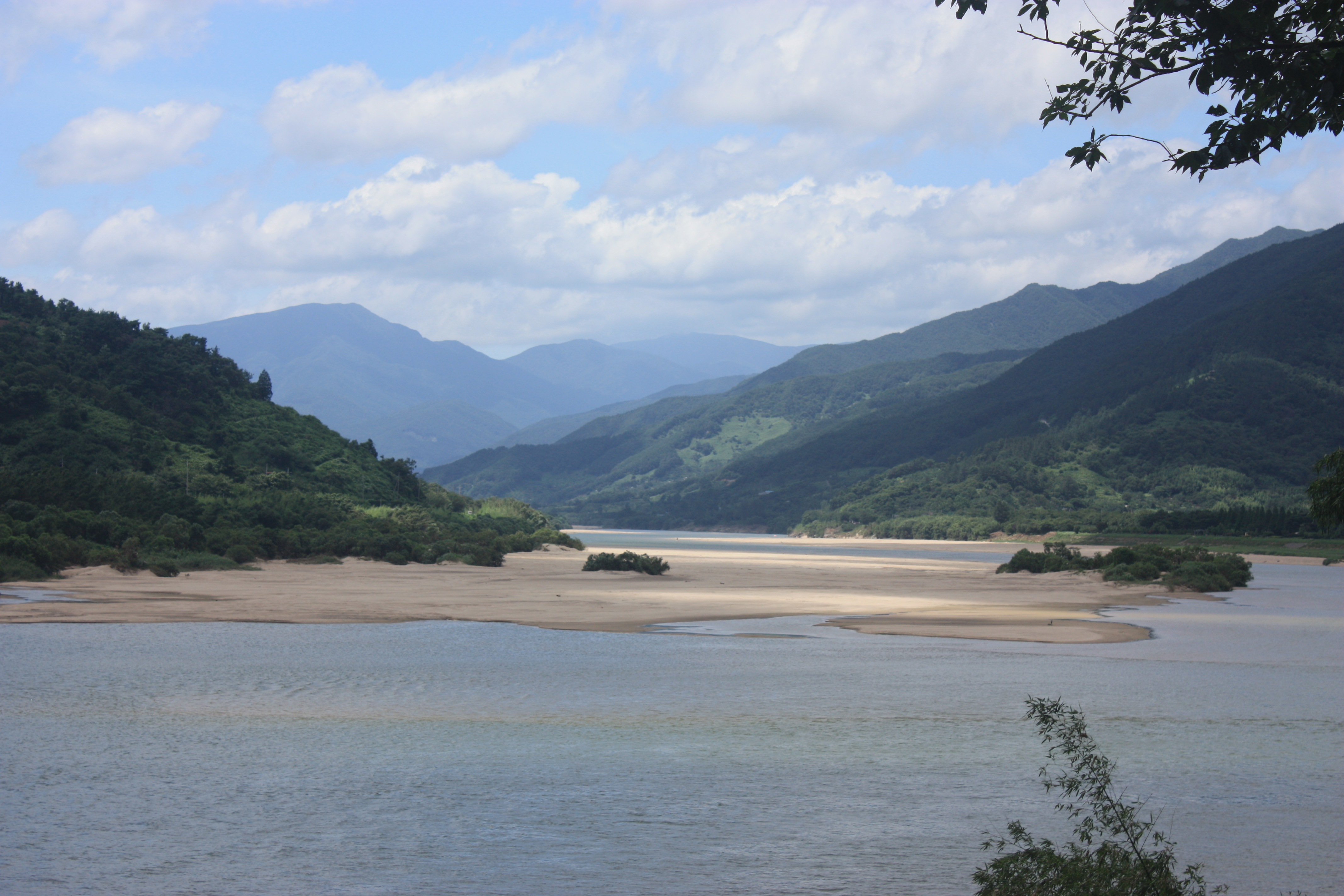
蟾津江

韩国河流分布稠密，大多都是以雨水补给为主，径流量季节变化很大。夏季汛期，暴雨频繁，河流暴涨；冬季、春节则是枯水期。由于韩国的地貌，韩国河流一般是从北向南或从东向西入海。洛东江、汉江和锦江是韩国的三大河流。:10:6-7
洛东江是韩国最大的河流，发源于太白山脉北部的咸白山南麓，经庆尚北道、庆尚南道向南流至釜山，然后向西注入大韩海峡（朝鮮海峽）。洛东江全长525公里，流域面积2.3万平方公里，年径流量约121.8亿立方米，20公里以上的支流有22条，通航里程达344公里。洛东江水系呈树枝状，下游水流缓慢，适合农业灌溉。下游的金海平原是韩国主要的水稻产区。洛东江流经龟尾市、大邱广域市和釜山广域市等韩国主要工业城市，是韩国东南沿海地区的经济纽带。:10:6-7

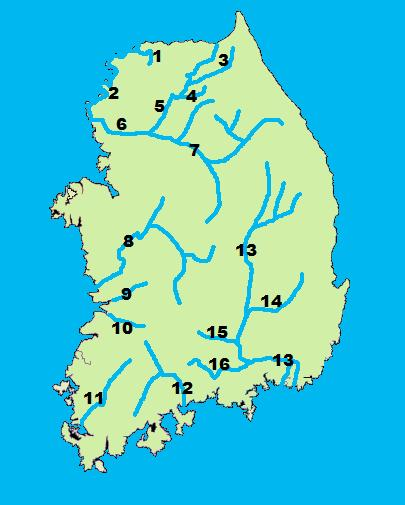
韩国河流分布图 (Note: 1 汉滩江；2 临津江；3 昭阳江；4 洪川江；5 北汉江；6 汉江；7 南汉江；8 锦江；9 万顷江；10 东津江；11 荣山江；12 蟾津江；13 洛东江；14 琴湖江；15 黄江；16 南江)

汉江由发源于太白山脉五台山的南汉江和发源于金刚山的北汉江汇合而成。南北汉江在首尔东部汇合，流经首尔后，与临津江汇合，后流入江华湾。汉江全长约514公里，流域面积2.6万平方公里，年径流量221亿立方米，是韩国的第二大河流。汉江几乎横断韩半岛（朝鲜半岛），是沟通韩国东西部的重要河流，也是连接首尔与海洋的水上通道，可通航里程330公里。汉江水流湍急，水力资源丰富，水能蕴藏量为180万千瓦，上游地段建有华川、清平等大型水电站。位于汉江中下游的金浦平原和水原平原是韩国重要的粮食产区。汉江下游流经京仁工业区，是主要的工业用水水源。汉江自古就是韩国人民发展生息的生命线，是韩国人口密集地区。20世纪60年代以来，韩国经济的迅速腾飞，被称为“汉江奇迹”。:10:7
韩国第三大江锦江发源于全罗北道长水郡的蛇头峰，依山势曲折入黄海，全长395.5公里，流域面积9810平方公里。锦江有12条主要支流，通航里程152公里，下游江面宽阔，水流缓慢，是忠清道的运输大动脉，也是内浦平原和湖南平原的主要灌溉水源。:10:7
蟾津江发源于小白山西南，向南流入光阳湾，全长212公里，流域面积4896平方公里，是韩国的第四大江。蟾津江水质清澈，水量丰富，是沿岸人民饮用水、农业灌溉用水和浦項鋼鐵光阳制铁所等工业用水的水源。蟾津江沿岸多盆地式平原，水力资源丰富，建有蟾津江水坝:8。蟾津江的名称来源于壬辰倭乱时期的一个传说。据说倭寇入侵时有大批成群的蟾蜍集体出现将倭寇吓走，从而得名“蟾津江”。
荣山江发源于韩国全罗南道潭阳郡的龙湫山，流经潭阳、罗州、灵岩等地在木浦市流入韩国西海(黄海)。荣山江全长115.5公里，流域面积3371平方公里，是韩国第五大河流。荣山江与洛东江、汉江和锦江是韩国“四大江治理工程”的“四大江”之一。
韩国的湖泊较少，主要的天然湖泊包括江陵市的鏡浦湖，昌寧郡的牛浦沼以及束草市的青草湖等。而人工湖則有汉江上的忠州湖（97.0平方公里）与昭阳湖（70.0平方公里）、锦江上的大清湖 （72.8平方公里）、与洛东江上的安东湖（51.5平方公里）等。

### 海岸线和岛屿

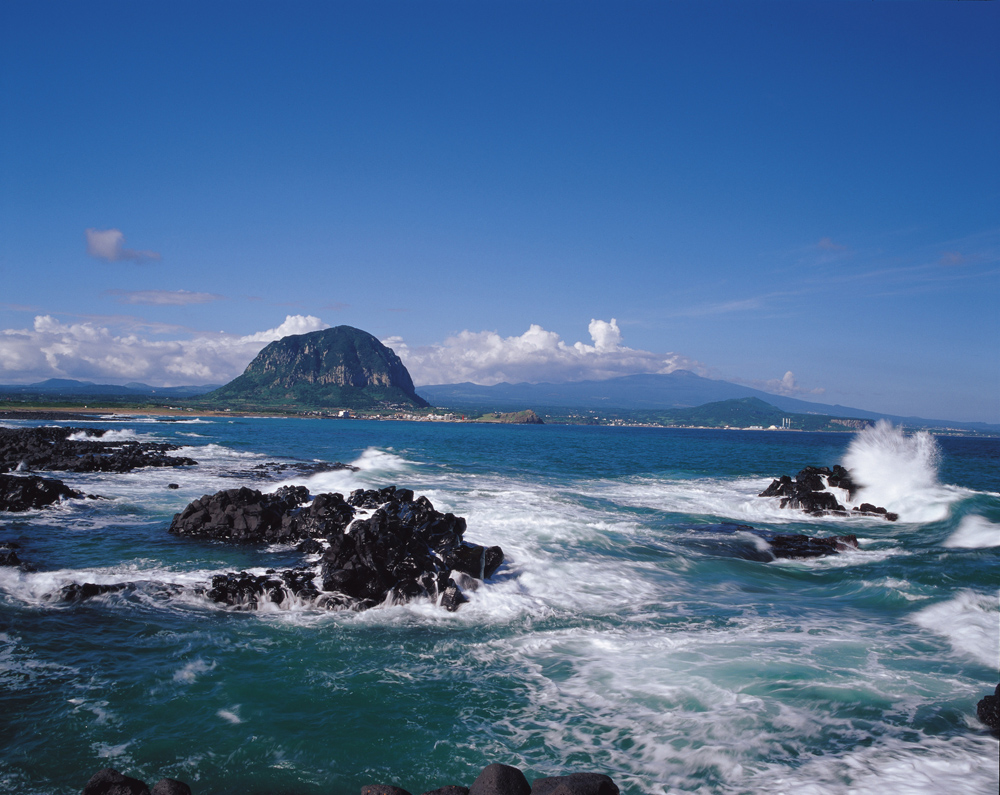
济州岛海岸

韩国是三面临海的半岛国家，海岸线总长约5259公里。韩国东部是陡峭的悬崖峭壁，海岸线宽阔平直，海岸线长约415公里。韩国东海岸多岩石，没有多少海滩，海水深，潮差小，终年不结冰，主要的海湾有迎日湾和蔚山湾。韩国西部地势平缓，海岸线曲折，拥有许多海湾与岛屿，海岸线长2600公里。西海岸潮差大，海水浅，主要的海湾有京畿湾（又名“江华湾”）、牙山湾、群山湾和南阳湾。西海岸除了仁川、木浦外优良港口很少。韩国南部海岸是典型的沉降海岸，被海水淹没的山地残余形成岛屿，海湾延伸到被海水淹没的山谷。南海岸复杂曲折程度远超西海岸，长度是其直线距离的近8倍，总长2244公里，主要的海湾有宝城湾、顺天湾、丽水湾、光阳湾与镇海湾等。南海岸的港口主要有釜山港、马山港、丽水港和三千浦港等。:6:234:10-11:19-20
韩国拥有约3,000个大小岛屿，大多分布在西海岸和南海岸，其中三分之二是无人岛。韩国东海岸附近岛屿较少，郁陵岛（73.15平方公里）是东海岸最大的岛屿。西海岸大的岛屿有江华岛（319.83平方公里）、珍岛（319.65平方公里）。韩国南海岸大的岛屿包括济州岛（1840平方公里）、巨济岛（383.44平方公里）和南海岛（297.75平方公里）等:6:234:10-11:19-20。济州岛位于韩半岛南方约85公里的外海，是韩国面积最大的岛屿，也是韩国主要的旅游熱點之一。济州火山岛和熔岩洞2007年被列入世界遗产列表。
在韩半岛与济州岛之间的海峡是为济州海峡，与日本之间的海峡是大韩海峡（朝鮮海峽）。

### 自然灾害
韩国虽然距离日本很近，但韩国所在的韩半岛（朝鲜半岛）却是一个相对稳定的陆块。因此韩国境内没有活火山，只有少数大概在第三纪末或第四纪初期间形成的死火山，也没有强烈的地震:17:7。韩国每年平均发生27次可监测得到的地震，规模在2.0以上，但能被人们感觉到的地震只有7次。最近的代表性地震是1978年忠清南道洪城郡地震，震级5.0，造成2人受伤，1120多处建筑破损。
由于东南部日本列岛的抵挡，韩国免受太平洋海啸的影响。不过日本西海岸的地震可以引起韩国东海（日本海）海啸。1983年日本海中部地震和1993年北海道西南近海地震，就引发了韩国东海岸的海啸，导致灾害。受季风的影响，韩国夏季降雨集中，降水量大，短时间内的急促降雨会引起洪涝灾害。夏末韩国还经常遭受台风的袭击:11:5。

## 气候
韩国属温带大陆性湿润和副热带季风气候。一年四季分明，春、秋两季较短，夏、冬两季较长。季风对韩国气候的影响较大。韩国冬季主要受西伯利亚气团的影响，刮西北风，寒冷干燥；夏季主要受北太平洋高气压的影响，刮南风和东南风，炎热潮湿。韩国的春季是冬季西北季风和夏季东南季风相互交替的季节。南海岸于3月底4月初进入春节，中部地区4月中旬，北部地区则4月下旬进入春节。韩国的夏季通常从6月份开始，持续大于4个月。夏季东南季风带来南部海洋温暖的空气和湿气。6月底至7月底是韩国的梅雨季节，湿度最高可达80%。南部沿海地区在夏末时常有台风，并可能引发暴雨和洪灾。韩国的秋季较短，大约只有2个月。随着夏季季风向冬季季风的转变，干燥的大陆性气候开始形成，天气持续晴朗清新。韩国冬季受西伯利亚高压气团的影响，寒冷而干燥。韩国的冬季大约持续4个月。:234-245:14-15:11:5

韓國的柯本氣候分區

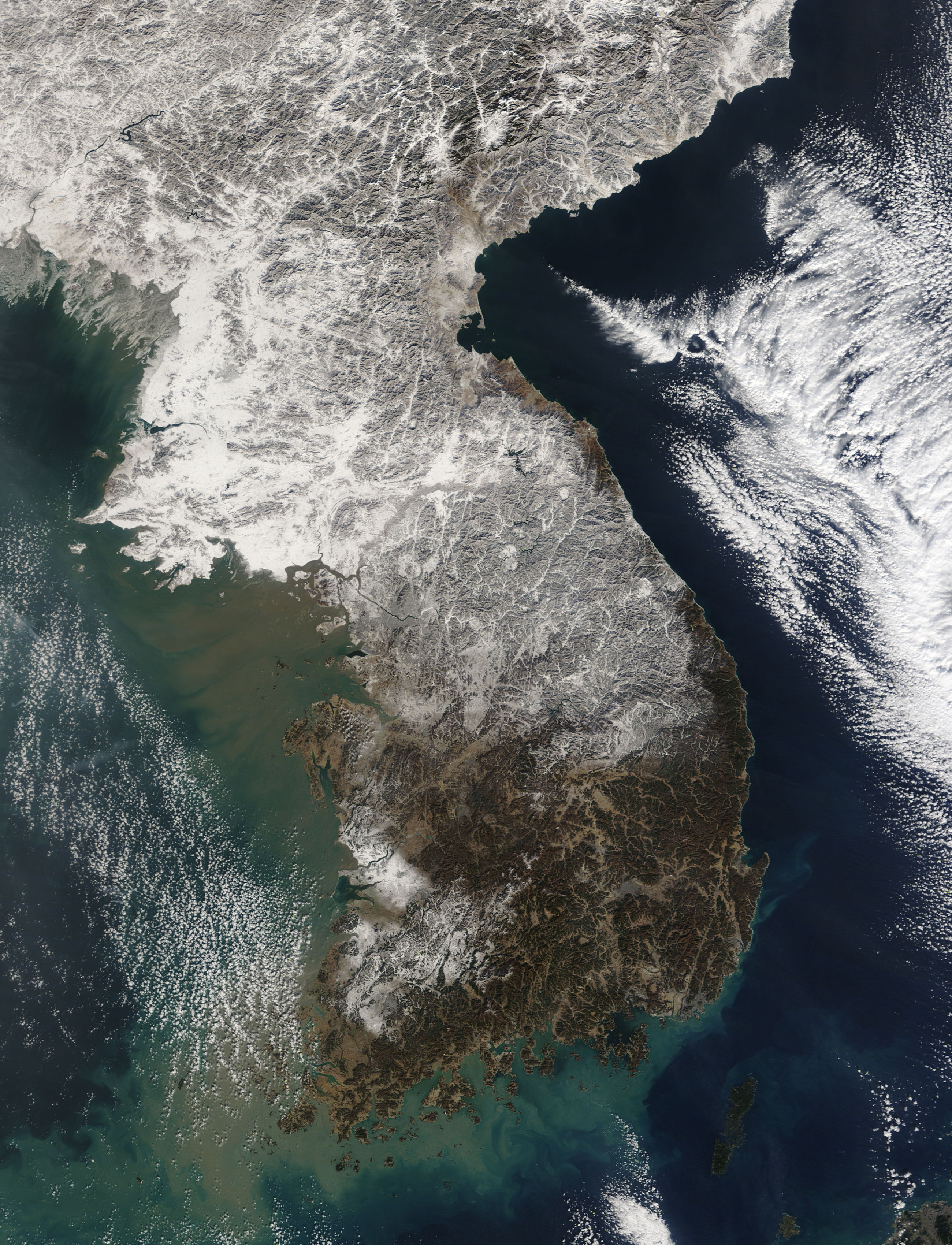
2010年1月3日的朝鮮半島衛星地圖，此時該區域經歷了1937年以來最大的降雪

韩国各地气温差异较大，平均气温为摄氏6—16度。8月份是全年最热的月份，平均气温为摄氏19—27度。最冷的月份是1月份，平均气温为摄氏-8—7度。济州岛是韩国年平均气温最高的地方。西归浦的年平均气温是摄氏15.5度。首尔1月份的平均气温范围是摄氏-7—1度；8月份的平均气温是摄氏22—30度。夏季韩国大部分地区气温都会超过摄氏30度。1942年8月1日，大邱地区温度达到了韩国历史最高的摄氏40度。韩国冬季气温寒冷，大部分地区气温会降到零度以下。内陆地区最低气温可达摄氏-20度。南部沿海地区冬季的温度会高些，而内陆山区的气温则非常低。:11:5:14
韩国年降水量大致在1200毫米左右。降水量季节差异大，60%的降水集中在6-8月份的雨季，冬季的降水量不足全年降水量的10%。降水量地区分布也不均匀，南部和东部地区降水量较多（年均降水量1200－1500毫米），西部和北部地区降水量较少（年均降水量600—900毫米）。南部海岸和汉江中游是韩国的多雨地带，年降水量分别为1500毫米和1300毫米。江原特別自治道南部和庆尚北道平原地区，以及庆尚北道西部为少雨地带，年降水量分别为900毫米以下和800毫米以下。此外，韩国的降雨形态极不规则，有雷阵雨的形式也有局部暴雨。在有记录的过去178年间，首尔年降水量最高为1940年的2135毫米，最低是1949年的643毫米，有3倍以上的差异。:234:12-13:11:5
| 指標         | 指標         | 數值  | 地點                 | 時間           |
| ------------ | ------------ | ----- | -------------------- | -------------- |
| 溫度（℃）    | 最高溫       | 41.0  | 洪川                 | 2018年8月1日   |
| 溫度（℃）    | 最低溫       | -32.6 | 楊平                 | 1981年1月5日   |
| 降雨（mm）   | 最高日降雨量 | 870.5 | 江陵                 | 2002年8月31日  |
| 降雨（mm）   | 最高時降雨量 | 145.0 | 順天                 | 1998年7月31日  |
| 風速（m/秒） | 最大風速     | 51.1  | 高山（濟州市翰京面） | 2003年9月12日  |
| 風速（m/秒） | 瞬間最大風速 | 63.7  | 束草                 | 2006年10月23日 |
| 降雪（cm）   | 最大降雪     | 150.9 | 鬱陵島               | 1955年1月20日  |
| 降雪（cm）   | 最大積雪     | 293.6 | 鬱陵島               | 1962年1月31日  |

## 自然资源

### 矿产资源
韩半岛（朝鲜半岛）矿产资源种类繁多，但可开采的矿物数量不多，且主要分布在半岛北部。韩国主要工业原料均依赖进口。在韩国目前已发现的280多种矿物中，有经济价值的约有50多种。有开采利用价值的矿产资源有无烟煤、铁、铅、锌、钨等，但储量都不大。:11-12
目前为止，韩国境内没有发现油田，能源矿产只有煤炭，所有石油消费完全依赖进口，是世界第四大石油进口国。韩国煤炭资源大部分是无烟煤，总储量14亿吨，其中可开采量仅为6.5亿吨。三陟煤田是韩国最大的煤田，产量占到韩国煤炭开采量的46.9%，开采条件好，煤炭质量优良。其它的主要煤田有旌善煤田和忠南煤田，其产量分别占到韩国煤炭开采总量的13.4%和9%:12:5。
韩半岛的黑色金属基本分布在北部。韩国的黑色金属储量很低。铁矿主要分布在江原特別自治道的襄阳、洪川一带。锰矿储量为17万吨，主要分布在庆尚北道的奉化郡、庆州和釜山地区:10-11。韩国的有色金属资源主要有钨、钼、铜、金等。韩国钨的储量有12.7万吨。位于江原特別自治道宁越郡的上东矿是世界级的大钨矿床，产量占到韩国的90%。韩国钼矿储量为1.4万吨。全罗北道的长水矿是韩国最大的钼矿床。位于庆尚北道奉化郡的莲花矿是韩国最大的铅锌矿。铜矿主要分布在庆尚南道的咸安、固城、昌原等地，其中咸安是最大的铜矿床。韩国的金矿主要分布在奉化、光阳、德阳、天原、扶余、尚州等地区:11-12。
韩国的非金属资源丰富，重晶石储量为129万吨，云母储量123万吨，萤石储量81万吨，高岭土储量1040万吨。云母矿主要分布在全罗北道的长水；萤石矿主要分布在丹阳—堤川、锦山、春川—华川和奉化等地；高岭土主要分布在庆尚南道的河东、山清、陕川、全罗南道的海南、庆尚北道的迎日:12。韩国也是世界软玉产地之一，主要分布在江原特別自治道春川地区。

### 植物

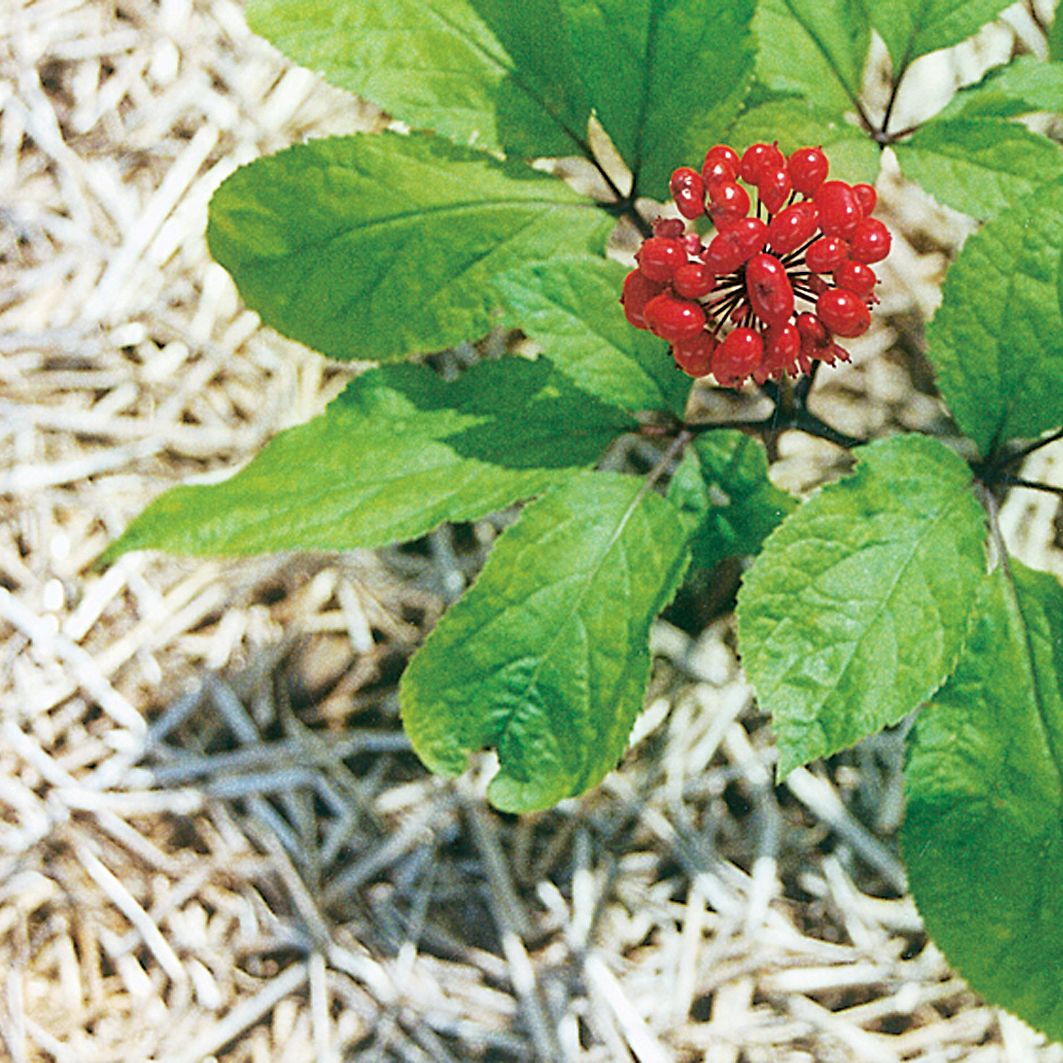
韩国的气候与土壤非常适合人参的生长。韩国出产的人参被称为“高丽参”。

韩半岛（朝鲜半岛）植物种类繁多，有201科、1102属、3347种。植被类型从北向南大致可分为寒温带针叶林带、温带落叶阔叶林带和亚热带常绿阔叶林带。韩国的植被以温带落叶阔叶林为主，主要植物有槭树、枥树、枫桦、紫椴、榆树等。南部沿海和济州岛的植被是亚热带常绿阔叶林，主要植物有山茶、狭叶栎、竹等。海拔100米以上的山区如雪岳山、智异山、汉拏山等属于寒温带针叶林带，主要植物有落叶松、偃松、冷杉、红松、红皮云杉、红豆杉等。:12-13
韩国的气候与土壤非常适合人参的生长。韩国出产的人参被称为“高丽参”。高丽参是名贵得滋补中药材，含有34种人参皂苷成分，種類远高于花旗参（13种）和三七参（15种），除此之外人参皂甙Ra、Rf、Rg3、Rh2为高丽参独有成分。

### 动物

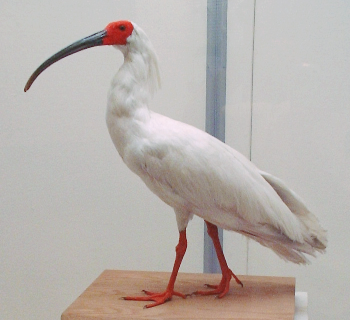
韩国天然纪念物朱鹮

韩半岛（朝鲜半岛）有379种鸟类、78种哺乳动物、25种爬行动物、14种两栖动物、130种淡水鱼类。韩国高原地区的动物分布与中国东北、西伯利亚、库页岛和北海道北部地区类似，主要动物有鹿、狍、斑羚、褐熊、虎、猞猁、兔、麋鹿等；低地地区与中国东北南部和华北地区的动物分布相似。济州岛和郁陵岛与日本的动物种群有密切的关系，主要动物有黑熊、河狍、田鼠、白腹黑啄木鸟、环颈雉鸡等。:13
韩国有许多特有的动物，其中白腹黑啄木鸟、黑果鸽、白鹳、黑鹳、小天鹅、丹顶鹤、白枕鹤、朱鹮等23种野生动物已被列为“天然纪念物”，有20种鸟类、2种哺乳动物和几种昆虫被列为濒临灭绝物种，有17个地点被指定为动物的繁殖、过境或过冬栖息地。:13

### 渔业资源
韩国三面环海，附近海域渔业资源丰富，主要可分为东海渔场、西海渔场和南海渔场三大渔场。:13-14:13-15
韩国东部海域渔场大陆架宽约25公里，向外延伸到水深超过3000米的大洋盆地，海水温度季节性变化较大。东海渔场的主要鱼类有鲐鱼、鳁鱼、鯵鱼、刀鱼、墨斗鱼等暖水鱼类和明太鱼、鲱鱼、鳕鱼等冷水性鱼类，主要渔港有江原特別自治道的巨津、束草、注文津、墨湖，庆尚北道的厚浦、浦项、九龙浦、甘浦，蔚山廣域市的方鱼津、长生浦等。:14:13
韩国西部海域渔场水深平均小于50米，全部是大陆架部分，因此海水温度季节性变化大，营养物质丰富。黄海渔场的主要鱼类包括黄花鱼、刀鱼、鲽鱼、鲆鱼等。此外，黄海渔场还出产虾、螃蟹等甲壳类水产品。黄海没有冷水性鱼类洄游，因此捕鱼作业在冬季会停止。不过韩国西海岸的浅海和滩涂有利于进行浅海养殖。黄海渔场的主要渔港和渔业基地有仁川、木浦、法圣浦、群山、延坪岛、茁浦、黑山岛等。:14:14
韩国南部海域渔场由水深不超过150米的大陆架构成，是韩国最大的渔场。南海渔场终年受到黑潮暖流的影响，冬季水温保持在摄氏14度以上，一年四季都可以捕鱼，主要鱼类包括刀鱼、鲷鱼、鰮鱼、鲹鱼、鲭鱼、鰆鱼、鲥鱼、鲽鱼等。南海渔场主要渔港包括釜山、马山、忠武、长承浦、丽水、木浦、济州、西归浦、城山浦等。:14:14

## 地域和行政区划
出于历史、人文以及地理方面的原因，韩国习惯上被划分为关东地方、首都圈、大田圈、湖南地方、岭南地方和济州地方6大区域。关东地方是韩国东部大关岭以东地区，即江原特別自治道的称呼。湖南地区是锦江以南全罗南道和全罗北道的别称。岭南地区是小白山脉的竹岭和鸟岭以南地区，即庆尚南道和庆尚北道。大田圈指忠清南道和忠清北道。首都圈和济州地方分别指京畿道和济州岛。这些被沿用1000多年的地区说法与韩国的行政区划的界限不一定完全吻合。:15
韩半岛（朝鲜半岛）在光复前使用的是朝鲜王朝1896年划分的行政区划，分为咸镜南道、咸镜北道、平安南道、平安北道、黄海道、京畿道、江原道、忠清南道、忠清北道、全罗南道、全罗北道、庆尚南道和庆尚北道13个道。南北分裂后，京畿道、江原道、忠清南道、忠清北道、全罗南道、全罗北道、庆尚南道和庆尚北道8个道被划归为韩国。1946年8月1日，位于韩国南端的最大岛屿济州岛从全罗南道划分出来，成立济州道（2006年7月设立济州特别自治道）。同年10月18日，首尔市被从京畿道划分出来，成为特别市。1963年，釜山被从庆尚南道划分出来，成为直辖市。20世纪80年代开始，大邱（1981年）、仁川（1981年）、光州（1986年）、大田（1989年）和蔚山（1997年）相继被从所在的道分离出来成立直辖市。1995年1月，韩国将这些直辖市改名为广域市:2-3。2012年7月2日，韩国行政中心城市世宗特別自治市正式成立。
韩国全国目前划分为一个特别市（특별시）、一个特別自治市（특별자치시）、六个广域市（광역시），以上八个皆为中央直接管辖的直辖市、六个道（도）及三个特别自治道（특별자치도）；以上一级行政区称为“广域自治团体”（광역자치단체），共有十六个。广域自治团体以下之二级行政区则称为“基础自治团体”（기초자치단체），全国共有73个自治市（자치시）、86个郡（군）、69个自治区（자치구）。基础自治团体以下又分为面、邑、洞；再分为里、统以及最基层的班。:15-18:18
|      |                |      |        |           |             |             |      |
| 地域 | 名稱           | 韓語 | 首府   | 人口      | 面积（km2） | 二級政區    | 圖號 |
| 京畿 | 首爾特別市     |      | 中區   | 9,853,972 | 606         | 25區        | 1    |
| 京畿 | 京畿道         |      | 水原市 | 8,937,752 | 10,136      | 27市4郡13區 | 8    |
| 京畿 | 仁川广域市     |      | 南洞區 | 2,466,338 | 958         | 8區2郡      | 4    |
| 江原 | 江原特別自治道 |      | 春川市 | 1,484,536 | 16,536      | 7市11郡     | 9    |
| 全羅 | 全北特别自治道 |      | 全州市 | 1,887,239 | 8,047       | 6市8郡2區   | 12   |
| 全羅 | 全羅南道       |      | 务安郡 | 1,994,287 | 11,956      | 5市17郡     | 13   |
| 全羅 | 光州广域市     |      | 西區   | 1,350,948 | 501         | 5區         | 5    |
| 慶尚 | 慶尚北道       |      | 安東市 | 2,716,218 | 19,021      | 10市13郡2區 | 14   |
| 慶尚 | 慶尚南道       |      | 昌原市 | 2,970,929 | 10,518      | 10市10郡2區 | 15   |
| 慶尚 | 釜山广域市     |      | 蓮堤區 | 3,655,437 | 886         | 15區1郡     | 2    |
| 慶尚 | 大邱广域市     |      | 中區   | 2,473,990 | 886         | 7區1郡      | 3    |
| 慶尚 | 蔚山广域市     |      | 南區   | 1,012,110 | 1,056       | 4區1郡      | 7    |
| 忠清 | 忠清北道       |      | 清州市 | 1,462.621 | 7,433       | 3市8郡2區   | 10   |
| 忠清 | 忠清南道       |      | 洪城郡 | 1,840,410 | 8,590       | 6市9郡      | 11   |
| 忠清 | 大田广域市     |      | 中區   | 1,365,961 | 540         | 5區         | 6    |
| 忠清 | 世宗特别自治市 |      | 扞率洞 | 122,263   | 465.23      | 無          | 17   |
| 濟州 | 濟州特別自治道 |      | 濟州市 | 512,541   | 1,846       | 2市         | 16   |

## 人口
韩国属于单一民族国家，绝大多数人口为韩民族，通用语言为韩语。建国之初，韩国人口有2018.9万人（1949年）。20世纪50年代中后期至60年代，随着朝鲜战争的结束和社会稳定发展，韩国人口经历了一段快速增长期。60年代，韩国开始实行计划生育，人口增长开始明显下降。90年代，韩国人口增长率已经降到不足1%。2005年，韩国开始实行鼓励生育的政策:15-18:237-238。2015年韩国人口为5106.9万，2020年达5183万，2021年首次出现负增长。在韩外国人口数目呈上升趋势。据韩联社报道，2025年6月底在韩外国人数超过273万人。其中中国人最多有97.2176万人，占比超三成。其后依次是越南人34万、美国人近20万、泰国人17万、乌兹别克斯坦人近10万。
韩国是世界人口密度最大的国家之一，每平方公里487人，是世界平均值的十倍。韩国人口出生率为每千人8.26，生育率为1.25，是世界人口出生率和生育率最低的国家之一。《世界概况》发布的韩国人预期寿命在2014年是79.8岁，世界排名第39。韩国人口老龄化问题严重，是OECD国家中青壮年劳动力人口下降最快的国家。
韩国人口城市化率很高，达到82.5%。2015年，包括首尔、仁川和京畿道在内的首都圈人口总计为2527.4万，占到总人口的49.5%。下表所列為韓國國內主要城市：
| 大韩民国最大城市排名 2022年1月行政安全部統計 | 大韩民国最大城市排名 2022年1月行政安全部統計 | 大韩民国最大城市排名 2022年1月行政安全部統計 | 大韩民国最大城市排名 2022年1月行政安全部統計 | 大韩民国最大城市排名 2022年1月行政安全部統計 | 大韩民国最大城市排名 2022年1月行政安全部統計 | 大韩民国最大城市排名 2022年1月行政安全部統計 | 大韩民国最大城市排名 2022年1月行政安全部統計 | 大韩民国最大城市排名 2022年1月行政安全部統計 | 大韩民国最大城市排名 2022年1月行政安全部統計 |
|                                              | 排名                                         | 名称                                         | 行政區劃                                     | 人口                                         | 排名                                         | 名称                                         | 行政區劃                                     | 人口                                         |                                              |
| -------------------------------------------- | -------------------------------------------- | -------------------------------------------- | -------------------------------------------- | -------------------------------------------- | -------------------------------------------- | -------------------------------------------- | -------------------------------------------- | -------------------------------------------- | -------------------------------------------- |
| 首爾 釜山                                    | 1                                            | 首爾                                         | 首爾特別市                                   | 9,505,926                                    | 11                                           | 昌原                                         | 庆尚南道                                     | 1,031,948                                    | 仁川 大邱                                    |
| 首爾 釜山                                    | 2                                            | 釜山                                         | 釜山廣域市                                   | 3,348,874                                    | 12                                           | 城南                                         | 京畿道                                       | 931,072                                      | 仁川 大邱                                    |
| 首爾 釜山                                    | 3                                            | 仁川                                         | 仁川廣域市                                   | 2,949,150                                    | 13                                           | 華城                                         | 京畿道                                       | 887,910                                      | 仁川 大邱                                    |
| 首爾 釜山                                    | 4                                            | 大邱                                         | 大邱廣域市                                   | 2,383,858                                    | 14                                           | 清州                                         | 忠清北道                                     | 848,797                                      | 仁川 大邱                                    |
| 首爾 釜山                                    | 5                                            | 大田                                         | 大田广域市                                   | 1,451,272                                    | 15                                           | 富川                                         | 京畿道                                       | 804,990                                      | 仁川 大邱                                    |
| 首爾 釜山                                    | 6                                            | 光州                                         | 光州廣域市                                   | 1,441,636                                    | 16                                           | 南楊州                                       | 京畿道                                       | 734,013                                      | 仁川 大邱                                    |
| 首爾 釜山                                    | 7                                            | 水原                                         | 京畿道                                       | 1,184,404                                    | 17                                           | 天安                                         | 忠清南道                                     | 658,150                                      | 仁川 大邱                                    |
| 首爾 釜山                                    | 8                                            | 蔚山                                         | 蔚山广域市                                   | 1,121,100                                    | 18                                           | 全州                                         | 全北特別自治道                               | 656,766                                      | 仁川 大邱                                    |
| 首爾 釜山                                    | 9                                            | 高陽                                         | 京畿道                                       | 1,078,924                                    | 19                                           | 安山                                         | 京畿道                                       | 652,036                                      | 仁川 大邱                                    |
| 首爾 釜山                                    | 10                                           | 龍仁                                         | 京畿道                                       | 1,076,830                                    | 20                                           | 安養                                         | 京畿道                                       | 548,654                                      | 仁川 大邱                                    |

## 环境保护
20世纪60年代开始，随着韩国经济的迅猛发展，环境问题也开始日积月累，引起韩国社会的广泛关注。1980年，韩国首次将环境权写进韩国宪法，并成立环境厅。进入20世纪90年代后，韩国政府开始积极参与环境治理。1990年，韩国先后制定了《环境政策基本法》、《环境污染被害纷争调整法》、《大气环境保全法》、《水质环境保全法》、《噪音振动规制法》、《有害化学物质管理法》等环保法律，并将环境厅升格为国务总理所属的环境处。1994年12月环境处又升格为环境部。从1995年开始，韩国对不可回收的垃圾按量进行收费，而可回收垃圾则是免费的。居民需要购买特定的垃圾袋来装不可回收的垃圾，否则将被处以最高100万韩元的罚款。这种“垃圾从量制”有效地促进了垃圾分类，限制了需要焚烧和掩埋处理的垃圾总量，从而减少了对环境的污染。2002年，韩国修订了《资源节约与循环利用法》，严格限制酒店、餐饮业一次性用品的提供。韩国的宾馆和餐馆一般不提供一次性洗漱用品和餐具。外卖餐盒也大多是可回收的。此外，韩国于1980年制定了《自然公园法》，已设有22个国立公园，总面积占到国土面积（含海洋面积）的6.8%；韩国各地还设有道立公园和郡立公园:21-26。
韩国目前设有各行政级别的环境管理机构。韩国环境管理的最大特点是官民机构协调。国家环境部下设有官民环境政策协议会。政府与民间环境团体协商环保政策，并组成环境管理委员会。地方环境保护机构除设有道、市、郡、区专门环保机构外，还设有流域（区域）综合管理机构。在管理措施方面，韩国政府一方面推动环境与经济的一体化，扩大环保认证，鼓励环保产品，支持金融机构建立“企业环保评价标准”，另一方面，推动工业企业污染排放管理方式的企业自律:21-26。2008年9月，韩国公布《绿色能源发展战略》，确定了九大优先发展领域，后于2009年1月成立直属总统的绿色增长委员会。2009年7月，韩国公布《绿色增长国家战略及五年计划》，提出2020年跻身全球七大“绿色大国”、2050年成为全球五大“绿色强国”的战略目标。2010年4月14日，韩国政府又颁布了《低碳绿色增长基本法》，拟在2020年以前将温室气体排放量减少到“温室气体排放预计量”的30%。